# Intestaterbfolge (römisches Recht)
Intestaterbfolge (verkürzt: „Fehlen eines Testats“ = lat. intestatus) ist ein juristischer Fachbegriff, der die gesetzliche Erbfolge im römischen Recht beschreibt. Die gesetzliche Erbfolge greift grundsätzlich dann, wenn der Erblasser keine letztwillige Verfügung, sei es ein Testament, sei es ein Erbvertrag, hinterlassen hat. Zur gesetzlichen Erbfolge kann es auch kommen, wenn der Erbe vorverstorben ist oder das Erbe nicht angetreten hat. Zum Erbantritt aufgerufen sind dann die anderen Familienangehörigen, weshalb Intestaterbrecht auch als Familienerbrecht bezeichnet wird.
Im römischen Recht beruhte die Intestaterbfolge auf der zivilen Grundlage der erbrechtlichen Ordnung des Zwölftafelgesetzes, verfasst in frührepublikanischer Zeit. Tragendes Prinzip war die Agnation, bei beschränktem Anwendungsbereich auf römische Bürger. Berufen waren zuvörderst die Hauspersonen (sui heredes), die unter der väterlichen Herrschaft standen oder als Ehefrauen gewaltunterworfen (uxores in manu) waren. Mit dem Tod des paterfamilias (dominus) wurden sie gewaltfrei. Neben leiblichen Kindern konnten auch Adoptivkinder in den Genuss der Intestaterbfolge kommen. Alle Beteiligten erbten zu gleichen Teilen. Vorverstorbene Söhne wurden mit ihrem Kopfteil durch deren inneren Familienverband repräsentiert (Erbfolge nach Stämmen).
Sofern der Erblasser keine Hauspersonen hinterließ, war der gradnächste agnatische Verwandte zur Erbschaftsannahme aufgerufen (adgnatus proximus). Darunter wurden die Brüder des Erblassers und deren männliche Abkömmlinge verstanden, ebenso die männlichen Abkömmlinge der Brüder des Vaters, beziehungsweise Großvaters des Vaters. Bei gleichnahem Grad der Agnaten wurde nach Köpfen geteilt, unabhängig davon, welcher Stamm repräsentiert wurde. Fehlten Agnaten, kamen die Gentilen (Angehörige des Großfamilienclans) zum Zug. Die in der frühen Kaiserzeit zu Gesetzgebungsakten aufgewerteten Senatskonsulte führten zu erheblichen Veränderungen im Erbrecht, denn sie führten zur Anerkennung neuer Intestaterben. Besonders sind in diesem Zusammenhang die Senatsbeschlüsse Tertullianum, Orfitianum, Iuventianum, Neronianum, Trebellianum und Pegasianum zu nennen.
Ausweislich des Zwölftafelgesetzes erlangten die Erben die Rechtsposition der Inhaberschaft über das Vermögen. Im Sinne der altzivilen Ordnung der Tafeln gehörten zum Vermögen alle personenbezogenen Angelegenheiten der Gewaltunterworfenen (Hausgenossen, Sklaven) und alle finanziellen Ausstattungen. Vornehmlich waren das Besitzstände und Geldmittel (familia pecuniaque).